# Driss M'hammedi
Driss M'hammedi est un homme politique et nationaliste marocain né le 30 mars 1912 à Fès et mort le 7 février 1969 à Passy. Il fut l'un des signataires du Manifeste de l'indépendance et fut également plusieurs fois ministres dans différents gouvernements marocains après l'indépendance du Maroc.

## Biographie
Driss M'hammedi est né le 30 mars 1912 à Fès lors de l'année de l'instauration du protectorat français au Maroc, c'est un important nationaliste marocain, il a notamment été l'un des signataires du Manifeste de l'indépendance en 1944.
Le 7 décembre 1955, lors de la création du premier gouvernement marocain, il est nommé ministre d'État et est chargé avec Abderrahim Bouabid, Mohamed Cherkaoui et Ahmed Réda Guédira des négociations avec le gouvernement français pour l'indépendance du pays. Il gardera ce poste jusqu'au 26 octobre 1956, lorsqu'un nouveau gouvernement appelé gouvernement Bekkaï II est créé, et dans lequel il devient ministre de l'Intérieur cette fois-ci jusqu'au 16 avril 1958 où Ahmed Balafrej lui succède au poste dans le gouvernement Balafrej.
Dans ce gouvernement, Ahmed Balafrej qui sera à la fois président du gouvernement et ministre de l'Intérieur ne fera pas appel à Driss M'hammedi pour faire partie du cabinet. Mais à la création du gouvernement Ibrahim, il est reconduit le 24 décembre 1958 au poste du ministre de l'Intérieur. Le 21 mai 1960, la dissolution du gouvernement est annoncée et le 27 mai 1960 un nouveau gouvernement dirigé par le roi Mohammed V du Maroc est formé, avec comme vice-président son fils Hassan II, et dans lequel Driss M'hammedi devient ministre des Affaires étrangères. Après la mort du roi Mohammed V, il est reconduit au même poste dans un cabinet dirigé par Hassan II du 26 mai 1961 au 2 juin 1961.